# 1-ша радіотехнічна бригада (СРСР)
1-ша радіотехнічна бригада ППО — військове з'єднання Військ протиповітряної оборони СРСР. Входила до складу 28-го корпусу протиповітряної оборони.
Бригада в складі радіотехнічних батальйонів і окремих радіолокаційних рот несла постійне бойове чергування з охорони повітряного простору восьми областей Української РСР та Білоруської СРСР: Закарпатська, Львівська, Волинська, Чернівецька, Рівненська, Івано-Франківська, Хмельницька та Брестська області.

## Історія
Відлік своєї історії частина веде з років нацистсько-радянської війни. Її родоначальником став 100-й окремий батальйон повітряного спостереження, повідомлення і зв'язку (ПСПЗ), який був сформований 30 грудня 1941 року в російському місті Ртищево Саратовської області. Батальйону тоді було доручено важливе завдання — охорона повітряного простору важливих промислових центрів Поволжя: міст Саратова, Балашова, Пензи. На початку 1944 року батальйон слідом за військами, що наступали, перебазувався до України в Житомир. До Львова, свого третього місця дислокації, 100-й окремий батальйон ПСПЗ прибув 6 серпня 1944 року, фактично через тиждень після вигнання нацистів з міста. У період Львівської дислокації за донесеннями, отриманими від спостережних постів батальйону, зенітна артилерія збила 136 ворожих літаків. За заслуги перед СРСР 16 жовтня 1944 року батальйону вручений Бойовий Прапор — символ військової доблесті, честі та слави.
Загалом за роки війни 620 офіцерів, солдатів і сержантів 100-го окремого батальйону повітряного спостереження, повідомлення і зв'язку відзначено державними нагородами. Нарівні з чоловіками мужньо воювали і жінки-військовослужбовці, які становили майже третину його особового складу. До речі, нині чисельність жінок у бригаді не менша.
Після війни, у травні 1947 року батальйон був реорганізований в 100-й окремий радіобатальйон ПСПЗ. А згодом, у 1952 році, — в 22-й радіотехнічний полк. З грудня 1956 року полк передислокований у м. Самбір Львівської області і перейменований у 22-й радіотехнічний полк ППО. З 1963 року він знову дислокується у Львові. Тоді в бойовому складі частини, зона відповідальності якої проходила від Бреста до Ужгорода, перебувало 4 роти візуального спостереження. По лінії державного кордону розміщувалися 38 спостережних постів.
1 грудня 1963 року на базі 22, 23, 98 радіотехнічних полків було сформовано 1 радіотехнічну бригаду в складі батальйону управління, 6 окремих радіотехнічних батальйонів, 17 окремих радіолокаційних рот. 13 жовтня 1976 року особовому складу частини було вручено Бойовий Прапор з написом на полотнищі «1 радіотехнічна бригада ППО».
У січні 1992 року, після розпаду СРСР, особовий склад бригади склав військову присягу на вірність українському народові. Бригада увійшла до складу Збройних сил України як 1-ша радіотехнічна бригада.

## Командувачі
- 1941—1947 рр. — капітан Березань Іван Самійлович
- 1947—1952 рр. — майор Шестаков Микола Васильович
- 1952—1963 рр. — підполковник Вітвицький Іродіон Іванович
- 1963–19?? рр. — полковник Михайлов Володимир Михайлович
- 1974—1977 рр. — полковник В. Іванніков